# Maimona
La Maimona és un barranc i riu que es troba en el terme del municipi de Montanejos, en la comarca de l'Alt Millars en el País Valencià. Té un cabal molt variable en funció de la pluviositat. És una zona molt visitada per escaladors degut a l'existència de parets verticals de pedra amb tonalitat rogenques. També és homònima la casa que està construïda prop del final del riu Maimona sobre el riu Millars.